# Phylohydrax carnosa
Phylohydrax carnosa là một loài thực vật có hoa trong họ Thiến thảo. Loài này được (Hochst.) Puff miêu tả khoa học đầu tiên năm 1986.